# Oreodera bituberculata
Oreodera bituberculata är en skalbaggsart som beskrevs av Bates 1861. Oreodera bituberculata ingår i släktet Oreodera och familjen långhorningar.
Artens utbredningsområde är Guyana. Inga underarter finns listade i Catalogue of Life.